# Per molts anys

Good morning to all, la primera versió de la cançó

Per molts anys o Moltes felicitats és una cançó popular que s'entona en les celebracions d'aniversari. És la versió catalana del Happy Birthday to You, que segons el Llibre Guinness dels Rècords és la cançó més popular en llengua anglesa, que ha estat traduïda a molts idiomes.
L'obra fou escrita per les germanes nord-americanes Patty Hill i Mildred Hill el 1893. Com que ambdues eren mestres de professió, la cançó va ser escrita perquè els alumnes es donessin el bon dia a classe. El seu títol original era Good morning to all. Els drets d'autor de la lletra d'aniversari foren registrats el 1935 i els seus drets s'havien d'haver extingit al 2030 als Estats Units, però al setembre de 2015 un jutge federal va declarar que la cançó passava a ser de domini públic. En altres països ho és des de 1985.
El compositor alemany Peter Heidrich, nascut l'any 1935, realitzà una obra per a quartet de corda titulada "Variacions de Happy Birthday to You" en la qual reelaborava el tema imitant els estils de Johann Sebastian Bach, Joseph Haydn, Wolfgang Amadeus Mozart, Beethoven, Schumann, Johannes Brahms, Wagner, Antonín Dvořák i Max Reger, entre d'altres.

## Cançó
En ser una cançó molt popular, presenta diverses variacions i lletres diferents:

### Per molts anys
| «                  | Per molts anys, per molts anys, Per molts anys, per molts anys, Per molts anys, ______ ! Per molts anys, per molts anys. | » |
| — Versió en català | |   |

Al final del tercer vers s'afegeix el nom de la persona que fa anys. És la versió més ajustada per felicitar els aniversaris en català.

### Moltes felicitats
Moltes felicitats,

Moltes felicitats,

Feliç aniversari!

Moltes felicitats.
Aquesta versió és força popular, i de vegades es canta amb variacions al tercer vers:
Moltes felicitats,

Moltes felicitats,

Et desitgem, ______ ! (Et desitgem tots) / (Et desitgem nosaltres) / (Et desitgem que tinguis)

Moltes felicitats.
Cal tenir en compte, però, que la fórmula "Felicitats" es considera un castellanisme, calcat al seu torn de l'anglès.

### Que siguis molt feliç
Que siguis molt feliç,

Que siguis molt feliç,

En el dia d'avui,

Que siguis molt feliç!
Una altra variant seria:
Que siguis molt feliç

i que ho passis molt bé

et desitgem _________!

Que siguis molt feliç!

## Altres versions
Televisió de Catalunya, a través del Club Super 3, va popularitzar una cançó d'aniversari amb el títol Anys i anys... per molts anys!, que va adaptar Josep Mas Portet, 'Kitflus'.